# Advocatenblad
Het Advocatenblad is het officiële vakblad van de Nederlandse Orde van Advocaten en verschijnt 8 keer per jaar. Sinds 1 januari 2016 wordt het uitgegeven door Boom juridisch. Voorheen werd het tijdschrift uitgeven door Elsevier Juridisch en Sdu Uitgevers. 
Het Advocatenblad wordt verspreid onder alle leden-advocaten en onder betalende abonnees. Het bevat de berichten van de Nederlandse Orde van Advocaten, artikelen over nieuwe wetgeving en actuele rechtspraak op de diverse rechtsgebieden, bijdragen over de organisatie van advocatenkantoren en geannoteerde tuchtrechtelijke uitspraken. 